# Tidmarsh with Sulham
Tidmarsh with Sulham – wsi w Anglii, w hrabstwie ceremonialnym Berkshire, w dystrykcie (unitary authority) West Berkshire. Leży 8 km na zachód od centrum miasta Reading i 67 km na zachód od centrum Londynu.